# Yosef Hayim Yerushalmi

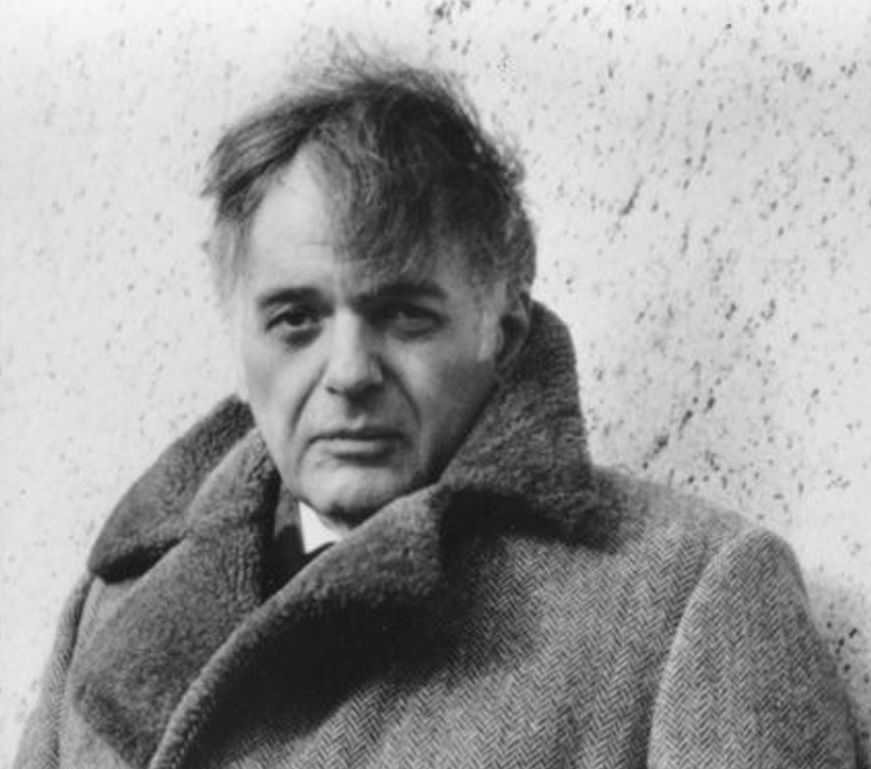
Yosef Hayim Yerushalmi

Yosef Hayim Yerushalmi (New York, 1932 - aldaar, 8 december 2009) was een Amerikaans historicus.
Yerushalmi's vader was van Oekraïense afkomst en was via Palestina naar New York gekomen. In 1966 doctoreerde hij aan de Columbia-universiteit bij Salo Baron. Nadien doceerde hij joodse geschiedenis en sefardische cultuur aan de Harvard-universiteit. Tevens was hij het hoofd van het departement geschiedenis en cultuur van het Nabije Oosten. Yerushalmi promoveerde en werd professor joodse geschiedenis, cultuur en samenleving aan de Columbia-universiteit.

## Werken
- Zakhor: Jewish History and Jewish Memory - 1996 (University of Washington Press, Seattle 1982)
- Freud's Moses: Judaism Terminable and Interminable – 1993
- Haggadah and History - 1975
- From Spanish Court to Italian Ghetto- 1971

## Onderscheidingen en prijzen
- National Jewish Book Award, 1983, 1992
- Fellow of the American Academy of Arts and Sciences
- Fellow of the American Academy for Jewish Research
- Honorary Member of the Portuguese Academy of History in Lisbon
- Newman Medal for Distinguished Achievement by the City University of New York, 1976
- Fellow of the National Endowment for the Humanities, 1976-77
- Rockefeller Fellow in the Humanities, 1983-84
- Guggenheim Fellow, 1989-90